# Ганс Ріттер
Ганс Ріттер (нім. Hans Ritter; 2 березня 1893, Гамбург — 21 травня 1991, Мюнхен) — німецький військово-повітряний діяч, генерал авіації.

## Біографія
1 квітня 1912 року вступив у ВМФ. Пройшов підготовку у військово-морському училищі в Мюрвіку (1914), на піхотних, торпедних, артилерійських і радіотелеграфних курсах. Учасник Першої світової війни, служив на важкому крейсері «Фрідріх Карл» (1914), лінійних кораблях «Гессен» (1915) і «Лотарингія» (1915-16). У березні-травні 1916 року пройшов підготовку льотчика морської авіації. З травня 1916 року — льотчик авіастанції ВМС «Ангернзее» в Курляндії, з травня 1917 року — в морській ескадрильї «Фландрія II», з жовтня 1917 року — морській фронтовій ескадрильї «Фландрія». З березня 1918 року — 2-й ад'ютант 1-го морського авіазагону.
Після демобілізації армії залишений на флоті. З 1 жовтня 1920 року — вахтовий офіцер на крейсері «Гамбург», з 1 жовтня 1922 року — командир тендера «Драке», з 1 квітня 1923 року — радник у справах авіації у відділі флоту Морського керівництва. Закінчив курс училища корабельної артилерії в Кілі-Віку (1926) і військово-морського зенітного училища у Вільгельмсгафені (1926). З 1 жовтня 1926 року — вахтовий і 3-й артилерійський офіцер на лінійному кораблі «Шлезвіг-Гольштейн», з 1 жовтня 1928 року — радник у відділі флоту, з 1 жовтня 1933 року — 5-й офіцер Адмірал-штабу (офіцер по авіації) в штабі флоту. 1 жовтня 1935 року переведений у люфтваффе і призначений начальником авіаційно-технічного училища в Парові. З 1 квітня 1936 року — вищий командир авіаційних шкіл і навчальних частин 6-го авіаційного округу (морська авіація).
З 1 вересня 1939 року — генерал люфтваффе при головнокомандувачі ВМС і командувач з'єднань морської авіації; одночасно з 1 лютого 1939 по 31 грудня 1940 року — інспектор морської авіації. Фактично в його підпорядкуванні перебували всі ПС, які забезпечували прикриття з повітря кораблів флоту. Однак між ВПС і ВМС постійно виникали суперечки, оскільки Герман Герінг занадто мало уваги приділяв морській авіації. 19 вересня 1944 року зарахований до резерву, а 31 січня 1945 року звільнений у відставку. 3 липня 1945 року заарештований органами СМЕРШ у Нустрові (Мекленбург). Був вивезений в СРСР, утримувався в різних таборах і Бутирській в'язниці. 28 червня 1950 року військовим трибуналом військ МВС Московського округу засуджений до 25 років ув'язнення. 10 жовтня 1955 року як неамністований злочинець переданий владі ФРН і звільнений.

## Звання
- Фенріх-цур-зее (1 квітня 1913)
- Лейтенант-цур-зее (22 березня 1915)
- Оберлейтенант-цур-зее (25 грудня 1917)
- Капітан-лейтенант (1 квітня 1922)
- Корветтен-капітан (1 травня 1930)
- Фрегаттен-капітан (1 вересня 1935)
- Оберстлейтенант (1 жовтня 1935)
- Оберст (1 квітня 1936)
- Генерал-майор (1 січня 1939)
- Генерал-лейтенант (1 листопада 1940)
- Генерал авіації (1 квітня 1942)

## Нагороди
- Залізний хрест 2-го і 1-го класу
- Знак пілота ВМФ
- Почесний хрест ветерана війни з мечами
- Медаль «За вислугу років у Вермахті» 4-го, 3-го, 2-го і 1-го класу (25 років)